# Christopher Deninger
Christopher Deninger (* 8. April 1958 in Frankfurt am Main) ist ein deutscher Mathematiker, der sich mit Zahlentheorie und arithmetisch-algebraischer Geometrie beschäftigt.

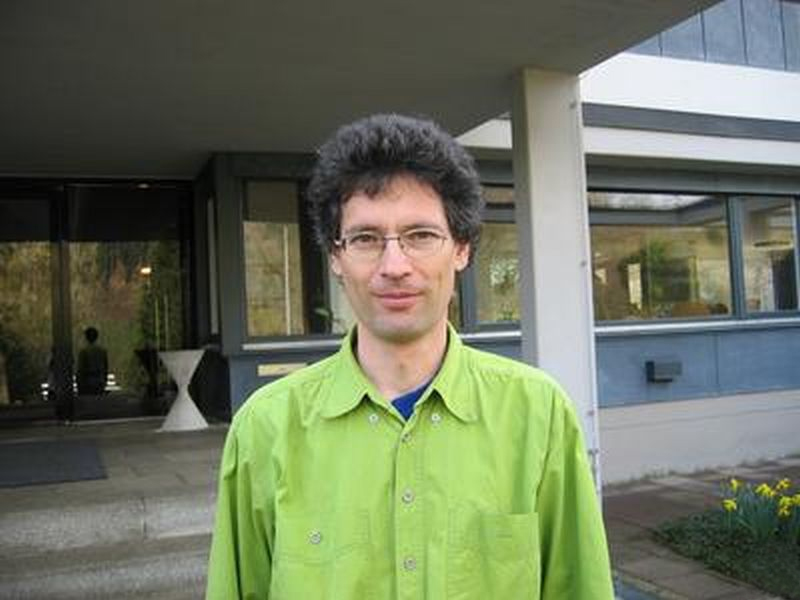
Deninger in Oberwolfach 2005

## Leben
Er studierte ab 1976 Mathematik an der Universität Köln, an der er 1980 sein Diplom machte und 1982 bei Curt Meyer mit der Dissertation Gitterpunkttheorie von Simplizes und ihr Zusammenhang mit diophantischer Approximation, verallgemeinerten Dedekindschen Summen und dem holomorphen Lefschetz-Satz promoviert wurde. 1983 bis 1989 war er an der Universität Regensburg Assistent von Jürgen Neukirch, bei dem er sich 1989 habilitierte. Deninger ist seit 1989 Professor an der Westfälischen Wilhelms-Universität Münster. Von 1998 bis 2009 war er Sprecher des Sonderforschungsbereichs „Geometrische Strukturen in der Mathematik“. Von 2019 bis 2024 war er Sprecher des Exzellenzclusters „Mathematik Münster: Dynamik – Geometrie – Struktur“.
Er untersuchte einen Zusammenhang zwischen dynamischen Systemen und analytischer Zahlentheorie, worüber er 1998 auf dem Internationalen Mathematikerkongress in Berlin einen Plenarvortrag hielt, und eine mögliche kohomologische Interpretation der expliziten Formeln der analytischen Zahlentheorie.
1992 erhielt er gemeinsam mit Michael Rapoport, Peter Schneider und Thomas Zink den Gottfried-Wilhelm-Leibniz-Preis. Seit 2003 ist er Mitglied der Deutschen Akademie der Naturforscher Leopoldina. Er ist Fellow der American Mathematical Society.
Zu seinen Doktoranden zählen unter anderem Annette Huber-Klawitter (Freiburg), Thomas Geisser (University of Southern California), Klaus Künnemann (Regensburg), Niko Naumann (Regensburg), Annette Werner (Frankfurt), Jörg Wildeshaus (Universität Paris XIII) und Guido Kings (Regensburg).

## Sonstiges
Deninger ist bekennender Fan der Metal-Musik und organisiert seit 2012 im jährlichen Turnus kostenfreie Metal-Konzerte in Münster. Motivation dazu ist nicht nur seine Leidenschaft für die Musikrichtung, sondern auch eine Verbesserung des Ansehens der Mathematik in der Öffentlichkeit sowie eine Förderung von unbekannten Bands. Die ersten beiden Konzerte fanden im größten Hörsaal der mathematischen Fakultät der Westfälischen Wilhelms-Universität Münster statt. Aufgrund des großen Erfolges findet die Veranstaltung seit 2015 vor dem Münsteraner Schloss unter dem Namen „Das Schloss rockt“ statt.

## Schriften
- Higher regulators and Hecke {\displaystyle L}-series of imaginary quadratic fields. I in: Invent. Math., 96, 1989, no. 1, S. 1–69; II in: Ann. of Math., (2) 132, 1990, no. 1, S. 131–158.
- On the {\displaystyle \Gamma }-factors attached to motives. In: Invent. Math., 104, 1991, no. 2, S. 245–261.
- Local {\displaystyle L}-factors of motives and regularized determinants. In: Invent. Math., 107, 1992, no. 1, S. 135–150.
- Higher order operations in Deligne cohomology. In: Invent. Math., 120, 1995, no. 2, S. 289–315.
- Deligne periods of mixed motives, {\displaystyle K}-theory and the entropy of certain {\displaystyle \mathbb {Z} ^{n}}-actions. In: J. Amer. Math. Soc., 10, 1997, no. 2, S. 259–281.
- Fuglede-Kadison determinants and entropy for actions of discrete amenable groups. In: J. Amer. Math. Soc., 19, 2006, no. 3, S. 737–758
- Deninger: Analogies between analysis on foliated spaces and arithmetic geometry. 2007, arxiv:0709.2801
- Deninger: Number theory and dynamical systems on foliated spaces. In: Jahresbericht DMV 2001, arxiv:math/0204110